# ابن زكنون
عليّ بن حُسين بن عُروَة ويُعرف بـ ابن زَكنون أو ابن عروة الحنبلي، المشرقي، الدمشقي، الحنبلي. يُلقب بـ العلاء، ويُكنَّى بـ أبو الحسن. وُلد عام 758 هـ وتوفي يوم الأحد 13 جمادى الآخرة 837 هـ في دمشق. فقيه حنبلي، عالم بالحديث وأسانيده، صاحب مُصنَّف ضخم جدًّا بعنوان «الكواكب الدراري في ترتيب مسند الإمام أحمد على أبواب البخاري» يُعد أكبر شرح لمسند الإمام أحمد بن حنبل.

## سيرته
نشأ في ابتدائه حمالا ثم أعرض عن ذلك وحفظ القرآن وتفقه وبرع. كان يُعرف بحبه للشيخ تقي الدين، ابن تيمية، وكان الناس يعظمونه ويعتقدون فيه الصلاح والخير ويتباركون به وبدعائه. كان يعمل ميعادًا بُكرَةً يوم الجمعة في مسجده بالقبيبات، ويُقصد من كل ناحية. كما كان منجمعا عن الناس في منزله ويعمل بيده ويقتات وهو على طريق السلف الصالح.

## شيوخه
ذكر السخاوي في كتابه الضوء اللامع جُملة من شيوخه: «وَسمع من الْكَمَال بن النّحاس والمحيوي يحيى بن الرَّحبِي وَعمر بن أَحْمد الجرهمي والشمسين المحمدين ابْن أَحْمد ابْن مُحَمَّد بن أبي الزهر الطرايفي وَابْن الشَّمْس بن مُحَمَّد بن السكندري وَابْن صديق وَمن مسموعه على الثَّلَاثَة مُسْند عبد أَنا الحجار فِي آخَرين مِنْهُم الشَّمْس مُحَمَّد بن خَلِيل المنصفي قَرَأَ عَلَيْهِ مُسْند إمامهما أنابه الصّلاح بن أبي عمر والتاج أَحْمد بن مُحَمَّد بن مَحْبُوب سمع عَلَيْهِ الزّهْد لإمامه قَالَ أخبرتنا بِهِ سِتّ الْأَهْل ابْنة علوان وَخَدِيجَة ابْنة مُحَمَّد بن أبي بكر بن أَحْمد بن عبد الدَّائِم سمع عَلَيْهَا ابْن حبَان قَالَت: أَنا ابْن الزراد حضورا فِي الرَّابِعَة وإجازة وَكَذَا سمع على أبي المحاسن يُوسُف بن الصَّيْرَفِي وَمُحَمّد بن مُحَمَّد بن دَاوُد بن حَمْزَة وَجَمَاعَة مِنْهُم فِيمَا أخبر ابْن الْمُحب.»

## مؤلفاته
- الكواكب الدراري في ترتيب مسند الإمام أحمد على أبواب البخاري:[3] شرحه في مائة وعشرين مجلدا طريقته فيه انه إذا جاء لحديث الإفك مثلا يأخذ نسخة من شرحه للقاضي عياض فيضعها بتمامها وإذا مرت به مسئلة فيها تصنيف مفرد لابن القيم أو شيخه ابن تميمة أو غيرهما وضعه بتمامه ويستوفي ذاك الباب من المغنى لابن قدامه ونحوه كل ذلك.[4]
- السيرة النبوية.[5]

## وفاته
توفي يوم الأحد ثالث عشر جمادى الآخرة سنة سبع وثلاثين وثمانمائة في دمشق بمنزله في مسجد القدم وصلى عليه هناك قبل الظهر ودفن ثم وكانت جنازته حافلة.

## روابط خارجية
كتاب الكواكب الدراري لابن عروة الحنبلي - الأستاذ الدكتور أحمد معبد عبد الكريم (يوتيوب)